# Región de Kolda
Kolda es el nombre de una región de Senegal (la capital regional, tiene el mismo nombre que la región). Histórica y popularmente se conoce a la región como Alta Casamanza.

## Departamentos
La región está compuesta por tres departamentos con la siguiente población en noviembre de 2013:
- Departamento de Kolda 245,990
- Departamento de Sédhiou 138,084
- Departamento de Vélingara 278,382

- Datos: Q738081
- Multimedia: Kolda Region / Q738081